# 개빈 해리슨
개빈 리처드 해리슨(영어: Gavin Richard Harrison, 1963년 5월 28일 ~ )은 영국의 음악가이다. 그는 프로그레시브 록 밴드인 포큐파인 트리 (2002년~2010년, 2021년~현재), 킹 크림슨 (2008년, 2014년~2021년), 파인애플 씨프 (2016년~현재)과 함께 연주한 것으로 가장 잘 알려져 있다. 해리슨의 드럼 연주는 음악 출판물에서 많은 상을 받았으며 다른 음악가들로부터 찬사를 받았다.